# Sushi in Suhl
Sushi in Suhl ist ein 2012 uraufgeführter deutscher Spielfilm über die Geschichte des 15 Jahre lang einzigen japanischen Restaurants in der DDR und seines Kochs Rolf Anschütz. Regie führte Carsten Fiebeler. Die Hauptrollen spielten Uwe Steimle und Julia Richter.

## Handlung

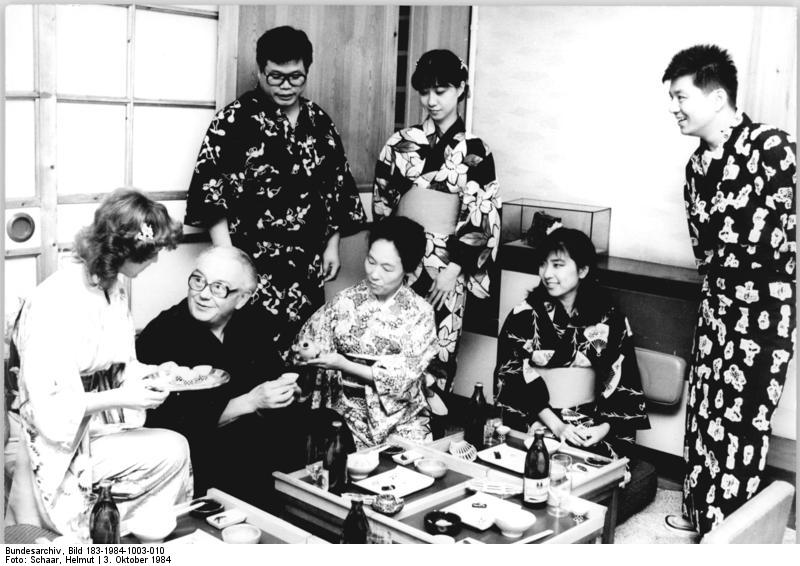
Rolf Anschütz mit Gästen im Waffenschmied

Der Koch Rolf Anschütz führt zusammen mit seiner Frau Ingrid das HO-Restaurant Waffenschmied in Suhl, das einst seinen Eltern gehörte, dann aber verstaatlicht wurde. Er sieht das Kochen auch als Kunst und probiert daher gern Neues, statt der aus seiner Sicht auf Dauer langweiligen üblichen Gerichte. Als die HO ihr 23-jähriges Jubiläum im Restaurant feiert, lässt er als Vorspeise Maikäfersuppe servieren, für die er extra schwer zu bekommende Maikäfer organisiert hat. Als die HO-Chefin jedoch nach einigen Löffeln erfährt, worum es sich bei der Suppe handelt, wird ihr schlecht. Anschütz sieht sich daraufhin schweren Vorwürfen aufgrund seiner Experimentierfreude ausgesetzt, da man eher traditionelle Speisen erwartet hat.
Trotz der negativen Reaktionen plant er, seine nächste Idee umzusetzen: das Kochen japanischer Speisen und deren Servieren an seine Freunde in einem passenden Ambiente. Obwohl sich die Organisation schwierig gestaltet, gelingt es, und ein Journalist berichtet darüber in der Zeitung. Daraufhin erreichen das Restaurant zahlreiche Anfragen hinsichtlich der Möglichkeit, japanisch zu speisen. Sogar ein an der Jenaer Universität lehrender Japaner besucht das Restaurant. Ihm gefällt die Möglichkeit, japanisch zu speisen so gut, dass er nochmals zu Anschütz kommt, um mit ihm zusammen Speisen zuzubereiten. Weiterhin überzeugt er den Koch, für ihn und seine japanischen Freunde zu kochen. Das Ergebnis kommt bei den japanischen Gästen sehr gut an. In der Folge bietet Anschütz auch für normale Gäste japanische Speisen an, unter anderem Sushi.
Seine Vorgesetzten in der HO schwanken derweil ständig zwischen der Alternative, das Restaurant zu schließen, weil die Eigeninitiative des Kochs zu sehr aus dem sozialistischen Rahmen fällt, oder der Möglichkeit, sein Können für die Verbesserung der Beziehungen zu japanischen Wirtschaftsvertretern zu nutzen. Der hohe Gästezulauf aufgrund der für DDR-Verhältnisse exotischen Speisen belastet allerdings zunehmend Anschütz’ Ehe, die in eine schwere Krise gerät. Er lässt sich jedoch nicht von seinem Weg abbringen.
Aus Japan trifft zudem die Nachricht ein, dass er einen Orden erhalten soll. Um diesen in Empfang zu nehmen, reist er nach Japan, eine für ihn völlig fremde Welt. Aufgrund des ganzen Trubels in Japan erleidet er einen Schwächeanfall und muss einige Zeit ins Krankenhaus. Zudem gibt es Schwierigkeiten mit dem Rückreisevisum, weshalb sich seine Heimreise weiter verzögert. Ihm gefällt zwar, was er in Japan zu sehen bekommt, dennoch sehnt er sich zurück in den vertrauten „Käfig“, seine Heimat Suhl. Nachdem die Visumprobleme ausgeräumt sind und er nach Suhl zurückkehrt, bietet er weiterhin erfolgreich japanische Gerichte im Restaurant an. Seine Ehe zerbricht jedoch endgültig.
Am Ende des Films erfährt der Zuschauer, dass bis zum Mauerfall 1.974.000 Gäste das erste japanische Restaurant der DDR besucht haben. In Memoriam des realen Rolf Anschütz, auf dessen Lebensgeschichte der Film basiert, wird sein Foto eingeblendet.

## Entstehung und Hintergründe
Nachdem der Filmproduzent Carl Schmitt in einem Film von Fritz Pleitgen das erste Mal von Rolf Anschütz (1932–2008) hörte, war er sofort fasziniert und nahm Kontakt mit Anschütz auf. Er führte vor dem Tod von Anschütz ausführliche Interviews mit ihm. So entstanden 24 Stunden Tonaufnahmen. Nach dem anfänglichen Plan eines Dokumentarfilms über Rolf Anschütz gab Schmitt diesen nach Auswertung des Interviewmaterials auf. Stattdessen entschied er sich für einen Spielfilm „frei nach einer wahren Geschichte“ – wie es im Vorspann des Films heißt –, dessen Grundlage die Interviews bildeten. Nach Aussage Schmitts ist der Film „kein politischer Film. Er ist weder ein Film über die DDR noch über Deutschland. Im Mittelpunkt steht Rolf Anschütz, Koch und Gastronom aus Leidenschaft, […] es ist die Geschichte eines Mannes, der glaubte einen Traum verwirklichen zu müssen, den er eigentlich gar nicht hatte. Am Ende musste er erkennen, dass er sich und seine Familie nur selbst belogen hatte.“
Viele Handlungsdetails sind frei erfunden. Anderes hat ähnlich wie dargestellt stattgefunden. So gab es die Idee zum japanischen Gastmahl am Journalistenstammtisch oder den Besuch des „echten“ Japaners Dr. Hayashi. Den beruflichen Erfolg bezahlte auch der wirkliche Rolf Anschütz mit dem Auseinanderbrechen seiner Familie, seine Ehefrau Ingrid – 12 Jahre lang Küchenchefin im Restaurant – reichte 1975 die Scheidung ein. Das japanische Sentō-Bad eröffnete Anschütz 1977, eine vierwöchige Japanreise unternahm er 1979.
Die Angabe am Schluss des Films, fast 2 Millionen Gäste hätten das Japanrestaurant besucht, geht auf eine Aussage von Rolf Anschütz in Pleitgens Film zurück. Diese Zahl erscheint jedoch nicht glaubhaft. Ein Dokument des Ministeriums für Staatssicherheit spricht von jährlich 17.000 bis 20.000 Gästen, eine andere Quelle gibt an, dass dienstags bis donnerstags zwei sowie freitags und samstags vier japanische Gastmahle mit jeweils 30 Personen stattgefunden hätten (sonntags und montags soll es keine Gastmahle gegeben haben). Damit würde sich in 20 Jahren eine Zahl von höchstens 440.000 Gästen ergeben.

## Aufführungen
Der Film hatte seine Premiere bei den Filmnächten in Chemnitz und Dresden, am 28. August 2012 auf dem Theaterplatz in Chemnitz und in Anwesenheit des Regisseurs Christian Fiebeler und der Darsteller Uwe Steimle und Julia Richter am 29. August 2012 am Elbufer in Dresden. Im Rahmen des Thüringer Kunst- und Literaturfestes Provinzschrei hatte der Film am 14. Oktober zeitgleich in allen sieben Kinosälen des Suhler Cineplex seine Thüringen-Premiere, zu der Regisseur, Produzent und nahezu alle am Film beteiligten Schauspieler anwesend waren.
Der deutsche Kinostart war am 18. Oktober 2012.

## Produktion
Produziert wurde der Film Sushi in Suhl von der StarCrest Media GmbH Frankfurt am Main in Koproduktion mit dem Mitteldeutschen Rundfunk. Verleiher ist die Movienet Film GmbH München.
Die Dreharbeiten fanden ab 18. Januar 2011 in Schmalkalden, Suhl, Erfurt, Gotha, Ohrdruf, Fulda und Frankfurt am Main statt. Als Restaurant Waffenschmied fungierte das bereits 15 Jahre leer stehende ehemalige Wirtshaus Zur Wilhelmsburg am Schmalkaldener Schlossberg 1 am Fuß des Schlosses Wilhelmsburg. In Ohrdruf wurde in einem Krämerladen mit nostalgischer Einrichtung gedreht. Die Japanszenen wurden im April 2011 in Deutschland aufgenommen. Die Ortsbilder am Anfang und Ende des Films zeigen die Kleinstadt Ziegenrück in Thüringen.

## Auszeichnungen
2010 erhielt Jens-Frederik Otto für das Buch des Films Sushi in Suhl den Hessischen Filmpreis in der Kategorie Bestes Drehbuch. 2012 bekam der Film das Prädikat besonders wertvoll der Deutschen Film- und Medienbewertung (FBW) zugesprochen.

## Kritiken
„Harmlose Heimat-Tragikomödie, die sich zur sorglosen Farce bekennt und als unfreiwilliges Schauermärchen mit sentimentalem Wohlfühlfaktor anspruchslos unterhält.“

„Komisch, kurios und einfach köstlich ist dieses thüringisch-japanische Filmmenu, angerichtet mit einer wohl dosierten Prise Witz und Humor. Die Mischung sollte dem Zuschauer munden.“

„Eine sehr liebenswerte Komödie, zugleich ein Hohelied auf alle Menschen, die auch unter widrigen Umständen ihren Träumen treu bleiben.“

„Die Gefahr des Films ist ein Zuviel an Liebe, eine übertriebene Nettigkeit und Biederkeit. Doch Fiebeler verliert den ernsten Hintergrund nicht aus den Augen. ‚Sushi in Suhl‘ vertritt als erster Gastronomiefilm die These, dass das Kochen politisch ist. Sein Held macht sich verschiedener Vergehen schuldig: Individualismus, Privatwirtschaft, Kontakt zum Klassenfeind. Und ganz nebenbei verliert der Gastronom auch seine Familie und seine Freunde. Diese Verlusterfahrungen werden beiläufig inszeniert und von Uwe Steimle mit stiller Tragik fast unterspielt.“

„Die Mechanismen des DDR-Regimes, in dem jeder jeden überwacht und sich keiner eine Blöße geben möchte, bringt der Film mehr als nur einmal auf den Punkt und karikiert es köstlich. Köstlich auch die fast schon naive Unerschrockenheit, mit der der Protagonist seinen Individualismus auslebt. […] Warum der Regisseur den Film aus dem Off durch Anschützs Sohn kommentieren lässt, bleibt indes etwas rätselhaft. Weder ergänzen die Kommentare die Szenen, noch spielt der Sohn eine Rolle in der Geschichte.“